# 리살 기념 경기장
리살 기념 경기장(영어: Rizal Memorial Stadium)은 필리핀의 수도 마닐라의 리살 기념 종합운동장(Rizal Memorial Sports Complex) 내에 있는 국립 다목적 경기장으로 1954년 아시안 게임과 세 차례의 동남아시아 경기 대회(1981년, 1991년, 2005년) 주경기장으로 사용되었으며 경기장 이름은 필리핀의 독립 영웅인 호세 리살에서 유래된 이름이다.

## 같이 보기
- 파나드 경기장